# Santiago Rusiñol

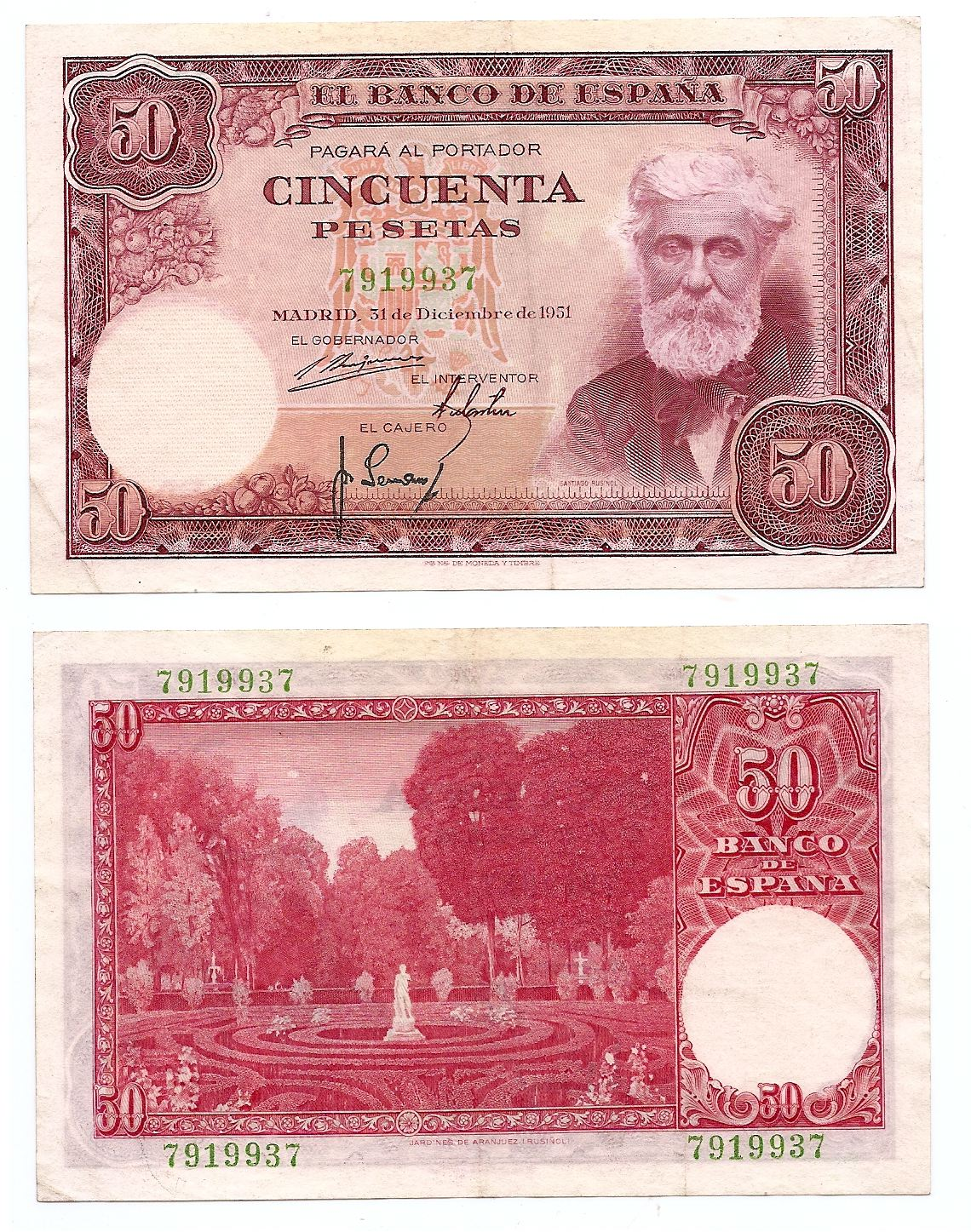
Republiken Spanien, 50 pesetas 1951.
Sedel: Santiago Rusiñol

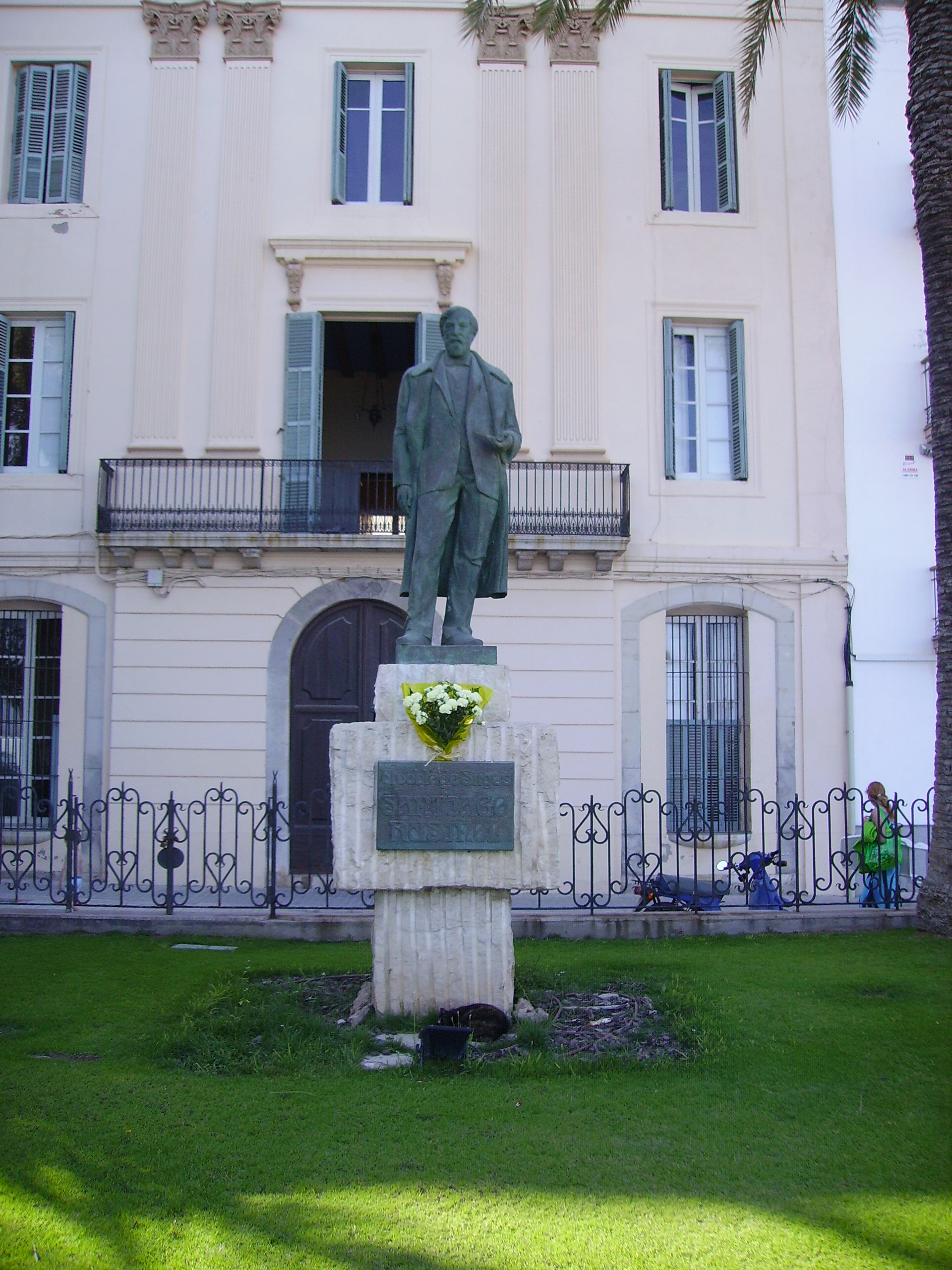
Staty av Santiago Rusiñol i Sitges.

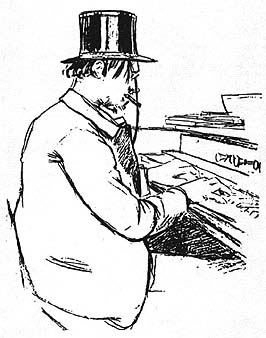
Skiss av Erik Satie spelande harmonium, 1891 av Rusiñol i Prats.

Santiago Rusiñol i Prats (səntiˈaɣu ruziˈɲɔɫ), född 25 februari 1861 i Barcelona, död 13 juni 1931 Aranjuez, var en spansk postimpressionistisk/symbolistisk målare, poet och dramatiker.
Han influerade Pablo Picasso, och har även ritat flera modernistiska byggnader som uppförts i Sitges i Katalonien, vars stadsbild påverkats mycket av honom.[källa behövs]

## Biografi
Santiago Rusiñol i Prats tillhörde en industriell textilfamilj med ursprung i kommunen Manlleu i Katalanien. Han utbildade sig till målare på "Centro de acuarelistas de Barcelona" för framför allt Tomás Moragas. Han reste till Paris 1889 och bodde i Montmartre tillsammans med Ramon Casas och Ignacio Zuloaga. Han målade först i målarstilen symbolism, men upptäckte senare modernismen på Gervexakademin i Paris.
Efter återkomsten till Spanien, grundade han "Cau Ferrat"  i Sitges och besökte ofta caféet Els Quatre Gats i Barcelona. Han besökte Mallorca tillsammans med konstnären Joaquin Mir Trinxet, där de mötte den belgiske konstnären William Degouve de Nuncques 1899.
Han var mest känd för sina pjäser och för målningar av landskap och trädgårdar.